# Ciberassetjament
Ciberassetjament és l'ús d'informació electrònica i mitjans de comunicació tals com correu electrònic, xarxes socials, blogs, missatgeria instantània, missatges de text, telèfons mòbils i llocs web difamatoris per assetjar un individu o grup, mitjançant atacs personals o altres mitjans. Pot constituir un delicte penal. El ciberassetjament és voluntari i implica un dany recurrent i repetitiu infligit per mitjà del text electrònic. Segons R.B. Standler, l'assetjament pretén causar angoixa emocional, preocupació i no té propòsit legítim per a l'elecció de comunicacions. El ciberassetjament pot ser tan simple com continuar enviant missatges a algú que ha dit que no vol estar en contacte amb el remitent. El ciberassetjament pot també incloure amenaces, connotacions sexuals o etiquetes pejoratives com per exemple discurs de l'odi.

## Etimologia
El terme ciberassetjament va ser usat per primera vegada per l'educador canadenc Bill Belsey. Altres termes per ciberassetjament són "assetjament electrònic", "e-assetjament", "assetjament sms", "network mobbing", "assetjament mòbil", "assetjament en línia", "assetjament digital", "assetjament per Internet" o "assetjament a Internet".

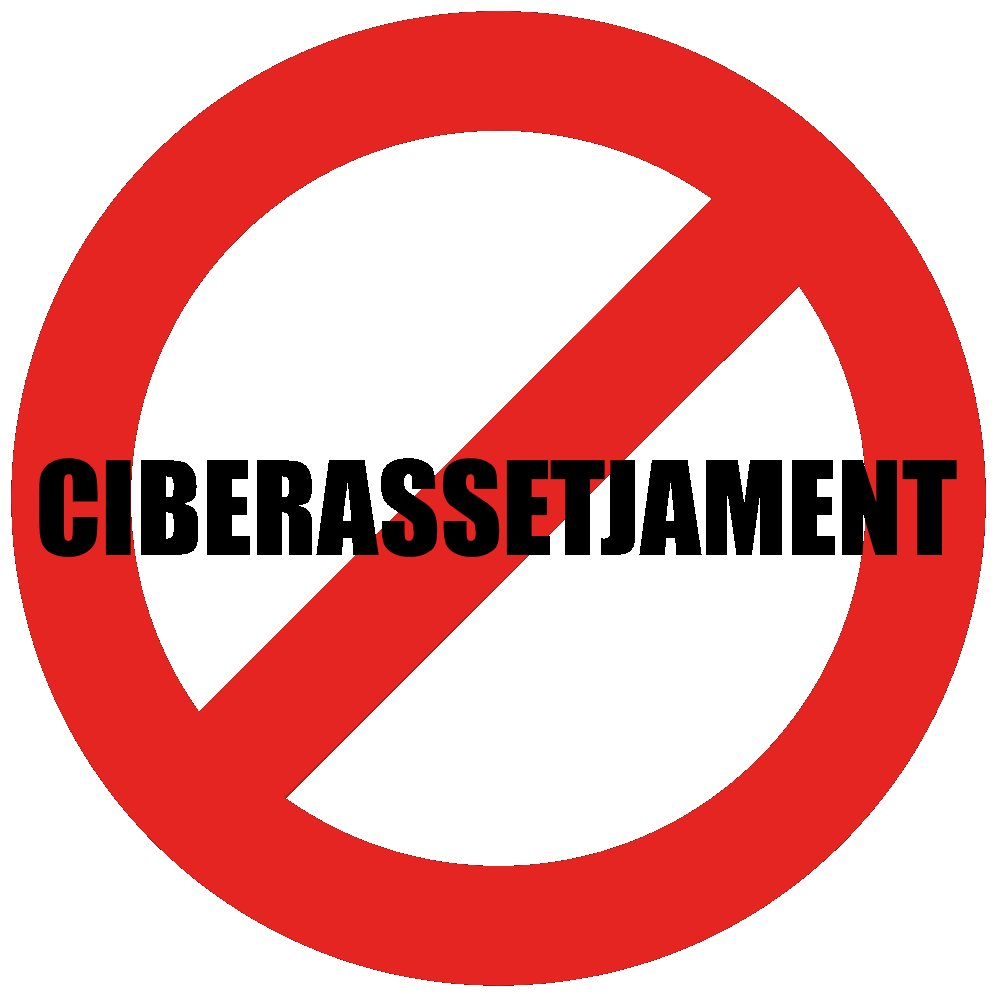
Logotip prohibitiu del ciberassetjament

## Definicions
Segons María José Edreira, en el seu treball "Fenomenologia de l'assetjament moral", assetjament moral és el "procés pel qual un individu o grup d'individus apliquen violència –psíquica o física– en petites dosis a un altre individu amb la intenció de desestabilitzar-ho i fer-lo dubtar dels seus propis pensaments i afectes. D'aquesta forma s'arrabassa a l'altre la seva identitat, es nega i elimina la diferència amb l'altre. L'objectiu d'aquesta conducta és paralitzar a la víctima per evitar que sorgeixi el conflicte, perquè no pugui pensar ni comprendre, mantenir-la a la disposició de l'agressor mentre sigui útil i adoctrinar-la. El procés pretén pervertir moralment la víctima i destruir-la lentament per aconseguir un crim perfecte, s'elimina la víctima per inducció al suïcidi o violència física."
Assetjament moral és tota conducta abusiva –verbal o no verbal– que atempta per la seva freqüència i repetició contra la dignitat o integritat psíquica o física d'una persona.
Atès que és un problema relativament recent, per a moltes víctimes el ciberassetjament significa viure sota terror durant diversos mesos abans de decidir-se a buscar ajuda. El problema s'agreuja encara més quan, després de decidir-se a buscar-la, poques persones saben on acudir.
Per identificar l'assetjament, Heinz Leymann, un psicòleg nòrdic dels anys vuitanta, va establir tres elements diferenciadors: la freqüència, la continuïtat en el temps i la concurrència d'un o diversos dels fets enumerats.

### Característiques del ciberassetjament
- Requereix destresa i coneixements sobre Internet. Aquesta informació l'obté principalment de fòrums informàtics.
- Falsa acusació: La majoria dels perseguidors intenten danyar la reputació de la víctima manipulant gent contra ella.
- Publiquen informació falsa sobre les víctimes en llocs web. Poden crear les seves pròpies webs, pàgines de xarxes socials d'Internet (pàgines de Facebook, etc.), blogs o fotologs per a aquest propòsit. Mentre el fòrum on s'allotja no és eliminat, pot perpetuar l'assetjament durant mesos o anys. I encara que s'elimini la web, tot el que es publica a Internet es queda a la xarxa.
- Recopilació d'informació sobre la víctima: Els perseguidors poden espiar els amics de la víctima, la seva família i companys de treball per obtenir informació personal. D'aquesta forma saben el resultat dels correus difamatoris, i esbrinen quins són els rumors més creïbles i quins no creen cap resultat.
- Sovint monitoraran les activitats de la víctima i intentaran rastrejar la seva adreça IP en un intent d'obtenir més informació.
- Envien de forma periòdica correus difamatoris a l'entorn de la víctima per manipular-lo.
- Manipulen altres persones perquè assetgin la víctima. La majoria tracten d'implicar tercers en la fustigació. Si aconsegueix aquest propòsit, i aconsegueix que uns altres facin el treball brut assetjant-lo, fent-li fotos o vídeos compromesos, és possible que usi la identitat d'aquests en les següents difamacions, de manera que s'incrementa la credibilitat de les falses acusacions, i manipulen les persones del seu entorn perquè creguin que s'ho mereix. Sovint la víctima desconeix l'existència d'aquests fets, a causa del silenci dels testimonis. Fins i tot el perseguidor pot dir que la víctima ja coneix aquestes fotos/vídeos, per intentar evitar que algun testimoni l'informi; fet que provoca que s'incrementin les sospites i es creï una falsa paranoia en la víctima.
- El perseguidor pot traslladar a Internet els seus insults i amenaces fent pública la identitat de la víctima en un fòrum determinat (blogs, llocs web), fins i tot facilitant en alguns casos els seus telèfons, de manera que gent estranya es pot adherir a l'agressió.
- També pot acusar la víctima d'haver-lo ofès a ell o a la seva família d'alguna manera, o pot publicar el seu nom i telèfon per animar altres persones a la seva persecució.
- Falsa victimització. El perseguidor pot al·legar que la víctima l'està assetjant a ell.
- Atacs sobre dades i equips informàtics. L'assetjador pot tractar de danyar l'ordinador de la víctima enviant virus.
- Sense propòsit legítim: vol dir que l'assetjament no té un propòsit vàlid, sinó que només pretén aterrir la víctima; i alguns perseguidors estan persuadits que tenen una causa justa per assetjar-la, usualment afirmen que la víctima mereix ser castigada per algun error que, segons ells, ha comès.
- Repetició: vol dir que l'atac no és un només un incident aïllat. Repetició és la clau de l'assetjament en línia. Un atac en línia aïllat, encara que pugui estressar, no pot ser qualificat d'assetjament cibernètic.
- Desemparament legal d'aquestes formes d'assetjament, ja que encara que tanquin una web amb contingut sobre la víctima, se'n pot obrir una altra immediatament.
- És una forma d'assetjament encobert.
- És un acte de crueltat encoberta.
- L'assetjament envaeix àmbits de privadesa i aparent seguretat com és la llar familiar i provoca el sentiment de desprotecció total.
- L'assetjament es fa públic i s'obre a més persones ràpidament.
- No és necessària la proximitat física amb la víctima. El ciberassetjament és un tipus d'assetjament psicològic que es pot perpetuar en qualsevol lloc i moment sense necessitat que el perseguidor i la víctima coincideixin ni en l'espai ni en el temps. Per exemple, qui abusa pot enviar una amenaça des de centenars de quilòmetres a mitjanit i qui ho rep ho farà quan l'endemà al matí obri el seu correu electrònic.

L'omnipresència i difusió instantània d'Internet provoca que el ciberassetjament pugui arribar a ser tant o més traumàtic que l'assetjament físic.
D'altra banda, "la fàcil agrupació de perseguidors, als quals es pot demanar la seva col·laboració de manera fàcil i econòmica, siguin persones conegudes o no, i la còmoda reproducció i distribució de continguts de caràcter audiovisual són altres factors que en determinades circumstàncies resulten determinants perquè sorgeixi o es consolidi una situació de ciberassetjament".
En tractar-se d'una forma d'assetjament indirecte i no presencial, en el ciberassetjament l'agressor no té contacte amb la víctima, no veu la seva cara, els seus ulls, el seu dolor, la seva pena, de manera que difícilment podrà arribar a sentir empatia o compassió per l'altre. El perseguidor obté satisfacció en l'elaboració de l'acte violent i d'imaginar el dany ocasionat a l'altre, ja que no pot viure-ho in situ.

### Tipus de ciberassetjament
Es poden distingir tres tipus principals de ciberassetjament:
- Ciberassetjament: Assetjament entre adults. La víctima i el perseguidor són majors d'edat.
- Ciberassetjament sexual: Assetjament entre adults amb finalitat sexual.
- Grooming: Assetjament de pedòfils a menors.
- Ciberassetjament escolar: Assetjament entre menors.

D'altra banda, segons el seu abast, es poden distingir dues classes de ciberassetjament:
- La primera se centra en l'assetjament i amenaces a través de la xarxa, però només quan s'està connectat.
- En la segona de les modalitats, l'assetjament i amenaces que es fan a través de la xarxa es traslladen a la vida real de la persona.

Si bé qualsevol dels dos tipus és igualment intimidatori per a la persona que els sofreix, també és cert que el segon és més perillós, ja que afecta la integritat física de la persona.

### Àmbits del ciberassetjament
El ciberassetjament pot englobar diversos tipus d'assetjament coneguts:
- L'assetjament psicològic.
- L'stalking.
- L'assetjament escolar.
- L'assetjament laboral.
- L'assetjament sexual.
- L'assetjament immobiliari.
- L'assetjament familiar.

La particularitat addicional del ciberassetjament és l'ús principalment d'Internet.
Gràcies al fàcil abast, difusió i massificació de l'ús d'Internet, es pot produir ciberassetjament pràcticament en tots els àmbits en els quals es mou una persona relativament jove avui dia:
- Acadèmic: durant l'etapa de formació adolescent, fins a la universitat, passant per qualsevol tipus d'escola addicional (idiomes, cursos, etc.). Les xarxes socials classifiquen els seus usuaris segons els col·legis, escoles, universitats on s'ha estudiat o s'estudia actualment, de manera que mitjançant el cercador intern de la xarxa social es permet localitzar una persona, i si el perseguidor aconsegueix accedir de forma il·legal al seu compte, pot obtenir abundosa informació privada i de l'entorn de la víctima.[9]
- Professional: en el treball. Actualment, la majoria de les empreses tenen pàgina web, adreça de contacte, i es treballa amb els ordinadors connectats en xarxa.
- Social i amorós: De la mateixa manera que a l'àmbit acadèmic, els membres més joves de la família fan ús d'Internet. A Facebook per exemple, es permet enllaçar amb la parella actual de l'usuari.

Les víctimes de ciberassetjament, com altres víctimes d'assetjament, sofreixen problemes d'estrès, humiliació, ansietat, depressió, ira, impotència, cansament, malaltia física, pèrdua de confiança en si mateixos, que poden derivar en suïcidi.

## Procediment del perseguidor
La majoria dels models explicatius del comportament psicopàtic del perseguidor tenen en comú la presència en l'arrel de la seva patologia de profunds i ocultats sentiments d'inadequació personal i professional procedents de diferents causes. Aquests sentiments, coneguts vulgarment com a <complex d'inferioritat>, són reprimits en el profund de l'inconscient i fan que el perseguidor reaccioni de manera violenta contra tot el que pugui recordar-los-el o suggerir-los-el. La solució del perseguidor consisteix, en lloc d'elevar els seus propis nivells d'autoestima, a rebaixar els dels altres fins a aconseguir deixar-los per sota dels seus. Amb això obté la compensació de quedar per sobre d'ells mitjançant la ridiculització, la humiliació o la hipercrítica sistemàtica de tot el que fan o diuen les víctimes.
L'anàlisi transaccional explica que el perseguidor en sèrie presenta un tipus de posició vital que es podria denominar <Jo estic malament, tu estàs bé>. Aquesta posició ve significada per la manca d'habilitats i destreses, així com pel sentiment d'inadequació del perseguidor. El comportament perseguidor representa una forma d'alliberar-se dels sentiments profunds de malestar que procedeixen del seu interior mitjançant l'eliminació d'una altra persona, la víctima, que sí que està en d'una posició vital correcta del tipus <Jo estic bé, tu estàs bé>, però que ràpidament comença a passar a la posició de <Jo estic bé, tu estàs malament>, fins a arribar al que el perseguidor vol, és a dir, a adoptar la seva mateixa posició malaltissa: <Jo estic malament, tu estàs malament>.
El perseguidor és un 'depredador moral' que planteja la seva relació amb els altres com un joc mortal, una partida d'escacs en la qual ell mou les peces dels dos jugadors, el primer que fa és lligar de mans l'altre jugador.
El perseguidor sol anar perfeccionant la seva tècnica amb cadascuna de les seves víctimes -assetja en sèrie i de forma múltiple-, un perseguidor experimentat no comet errors, usa col·laboradors per al treball brut, no deixa proves, i és brutal i segur en les seves actuacions, no dubta.
L'experiència que adquireix en els seus anys d'assetjament li permet perfeccionar la seva tècnica fins a convertir-lo en un mestre de la inducció al suïcidi. Se'ls considera assassins psíquics en sèrie. El perseguidor psicològic és un mort en vida que necessita la imatge de bona persona que els altres tenen d'ell per sobreviure, i en la seva obsessió per mantenir aquesta imatge s'emmascara, es renta les mans, evita tacar-se-les de sang i carrega la seva responsabilitat a altres persones.
Les tres condicions imprescindibles, sense les quals un perseguidor no pot realitzar la seva macabra labor de destrucció psicològica de la persona que ha seleccionat com a objectiu són: el secret, la vergonya (culpa) de la víctima i els testimonis muts.

### Mitjans usats pel perseguidor per obtenir informació
Els ciberperseguidors troben a les seves víctimes mitjançant l'ús de cercadors, fòrums, xats, i més recentment, a través de xarxes socials com: Facebook, Tuenti, Habbo, MySpace, Flickr, Skype, Twitter, Sonico, LinkedIn, XING, Badoo, etc.

#### Obtenció d'informació a través de la víctima
El perseguidor se sent en una posició de poder des de l'anonimat que percep mentre s'està “en línia”; durant tot aquest temps va recopilant tota la informació possible sobre la seva víctima, fonamentalment en aquells aspectes que formen part de la seva vida privada i dels seus moviments a la Xarxa. La quantitat d'informació que recopili de la víctima dependrà principalment de la innocència de la víctima a l'hora de manejar les seves dades, com de l'habilitat del perseguidor i la seva obsessió per la víctima, ja que com més obsessionat hi estigui, més interès posarà a buscar en fòrums de hackers i a aprendre els coneixements informàtics necessaris per aconseguir informació de la víctima.
Si la víctima té accés a Internet, buscarà la manera de connectar amb ella, ja sigui a través de les xarxes socials, de clients de missatgeria instantània, o a través de l'enviament de correus electrònics infectats. Una vegada aconsegueixi accedir al seu correu, procedirà al robatori de tots els seus contactes i tota la seva informació privada. Monitorarà el seu ordinador mitjançant l'ús de rootkits i registradors de tecles.
Si desconeix la seva ubicació, anirà rastrejant l'IP des d'on es connecta la víctima per trobar la seva ubicació.

#### Obtenció d'informació a través de l'entorn de la víctima
Per obtenir més informació, o si no pot contactar amb la víctima, el ciberperseguidor buscarà informació personal de la víctima usant el mateix mètode però a través del seu entorn: amics, familiars, companys de feina, companys d'estudi, veïns, etc.

### Tipus d'accions del ciberperseguidor

#### Violació del dret a la intimitat
- Usurpar la seva clau de correu electrònic per a, a més de canviar-la de manera que el seu legítim propietari no el pugui consultar, llegir els missatges que arriben a la seva bústia, i violar la seva intimitat.
- Robatori de fotos, vídeos, àudios, dades personals, targetes de crèdit, contrasenyes, arxius, contactes de l'entorn de la víctima i dels seus familiars, etc. del seu ordinador.

#### Calúmnies i injúries
- Accedir de forma il·legal al compte de correu electrònic, xarxa social o xarxa de missatgeria instantània, suplantant la identitat de la víctima i insultar els seus contactes.
- Enviaments de missatges electrònics tant de forma anònima -fàcil amb els missatges gratuïts, en els quals es pot falsejar la identitat-, com manipulats per fer l'efecte que els va enviar la mateixa persona assetjada i posar-la així en una difícil situació en la qual la seva credibilitat quedaria en dubte.
- Deixar comentaris ofensius en fòrums o participar agressivament en xats fent-se passar per la víctima de manera que les reaccions vagin posteriorment dirigides a qui ha sofert la usurpació de personalitat.
- La manipulació de fotografies de l'assetjat o assetjada és un altre mitjà, el perseguidor pot retocar-la i pujar-la a la Xarxa amb l'únic objectiu de ferir i espantar la seva víctima.
- Penjar a la Xarxa un lloc web dedicat a la persona assetjada, amb continguts personals ofensius, pornogràfics…, per espantar i aconseguir de la víctima el que desitja.
- Penjar a Internet una imatge compromesa (real o efectuada mitjançant fotomuntatges) dades delicades, fets que poden perjudicar o avergonyir la víctima i donar-ho a conèixer en el seu entorn de relacions. Aquestes fotos, vídeos, o àudios han estat prèviament robades del seu ordinador.
- Fer circular rumors en els quals s'atribueix a la víctima un comportament reprotxable, ofensiu o deslleial, de manera que siguin uns altres els qui, sense posar en dubte el que llegeixen, exerceixin les seves pròpies formes de represàlia o assetjament.
- Donar d'alta, amb foto inclosa, a la víctima en un web on es tracta de votar la persona més lletja, la menys intel·ligent… i carregar-la de “punts” o “vots” perquè aparegui en els primers llocs.
- Crear un perfil o espai fals en nom de la víctima, on s'escriguin a manera de confessions en primera persona determinats esdeveniments personals, demandes explícites de contactes sexuals...

Generalment, la majoria de l'entorn de la víctima coneix el lloc creat i humilien la víctima, que mai està al corrent d'allò que succeeix, malgrat ser-ne el protagonista.

#### Amenaces
- Enviar missatges amenaçadors per correu electrònic o SMS, perseguir i aguaitar la víctima en els llocs d'Internet a través dels quals es relaciona de manera habitual provocant-li una sensació de complet aclaparament.

#### Bombardeig de trucades
- Ús del telèfon mòbil com a instrument d'assetjament: Les àmplies possibilitats que brinda l'actual telefonia mòbil, han sabut ser emprades perversament pels ciberperseguidors. La més tradicional és la de les trucades ocultes realitzades a horaris inoportuns. Poden anar des de trucades silencioses fins a amenaces greus que inclouen insults, crits o missatges intimidatoris.[12]

#### Altres
- Donar d'alta l'adreça de correu electrònic a determinats llocs perquè sigui víctima de spam, subscripcions, de contactes amb desconeguts…
- Saturació de les bústies de correu mitjançant diferents tècniques com poden ser: el Mail Bombing que consisteix a un enviament massiu d'un missatge idèntic a una mateixa adreça, de manera que se satura la bústia de correu (mailbox) del destinatari, el Mail Spamming o bombardeig publicitari a milers d'usuaris, amb independència que aquests hagin sol·licitat el missatge o no, o el Junk Mail o correu escombraries, molt semblant a l'anterior és una propaganda indiscriminada i massiva a través del correu.,[5][13]
- Linxament digital, una gossada avalotatda que condemna sense cap mena de procés una persona i la puja cap a la mort digital o al suïcidi[14]

## Legislació contra el ciberassetjament

### Espanya
El ciberassetjament engloba diferents fenòmens que poden constituir alhora diferents tipus de delictes segons el Codi Penal espanyol, ja siguin delictes d'injúries, calúmnies, amenaces, coaccions, danys informàtics, stalking, etc. La particularitat de les conductes és que es produeixen a través de les noves tecnologies o internet.

## La denúncia anònima
Malgrat l'aparent anonimat dels ciberperseguidors a causa de la lentitud del procés d'investigació, un dels avantatges de l'assetjament per Internet respecte al físic és que les accions realitzades pels ciberperseguidors queden registrades. Això permet al seu torn, que es puguin realitzar investigacions sense que els testimonis hagin d'atestar o donar les seves dades. Aquest és el cas, per exemple, de les xarxes socials, on n'hi ha prou que la víctima sàpiga el compte des d'on s'estan cometent accions il·legals, i així la víctima pugui informar tant la policia com les xarxes socials.

### Forces i cossos de seguretat

#### Espanya
A l'ordenament jurídic espanyol (Llei d'enjudiciament criminal, articles 265 i 266), s'especifica que la denúncia exigeix la personificació del denunciant o el seu representant legal, a un jutjat o centre policial, on ha d'acreditar la seva identitat.
A Espanya, es pot denunciar davant quatre cossos de seguretat. En l'àmbit estatal hi ha el Grup de Delictes Telemàtics de la Guàrdia Civil i la Brigada d'Investigació Tecnològica de la Policia Nacional. En l'àmbit autonòmic, a Catalunya hi ha la Unitat Central de Delictes Informàtics, i a Euskadi, la Ertzaintza.
Al lloc web del Grup de Delictes Telemàtics de la Guàrdia Civil es permet als ciutadans aportar informació de forma anònima sobre els delictes que vegin a Internet a través d'un formulari d'informació ciutadana. La Policia Nacional, els Mossos d'Esquadra i l'Ertzaintza, proporcionen una adreça de correu de contacte.
Es pot contactar amb els cossos de seguretat a través de les adreces següents:
- GDT de la Guàrdia Civil.[16]
- BIT de la Policia Nacional.[17]
- Mossos d'Esquadra (Catalunya). www.gencat.cat/mossos
- Ertzaintza (País Basc).[18]

Perquè aquesta informació anònima sobre delictes a Internet pugui tramitar-se correctament, s'han d'aportar dades de la víctima en cas de conèixer-la perquè sigui possible la posterior localització del denunciant. Només es posaran en contacte amb els informants en cas que necessitin més dades i sempre a través del correu electrònic, tret que el denunciant indiqui les seves dades personals. No cal esperar una altra resposta, ja que és una via d'informació, no de denúncia formal.
Des de la Policia Nacional recomanen indicar algun telèfon o manera de posar-se en contacte amb el denunciant, i ofereixen garantia d'un tracte reservat a l'informador i la màxima ajuda que puguin.
Si és sobre pedofília o pederàstia també es pot fer a través de l'associació Protegeles, els quals posteriorment contacten amb els cossos de seguretat corresponents.

### Serveis de correu electrònic
Els serveis de correu electrònic solen proporcionar un correu o formulari de contacte per reportar abusos.
- Windows live: Formulari per reportar abusos Arxivat 2014-08-29 a Wayback Machine.
- Yahoo: Formulari d'abús
- Gmail: Formulari d'ajuda[Enllaç no actiu], mail-abuse@google.com
- Aol: Ajuda i contacte[Enllaç no actiu]

### Xarxes socials
A través de les mateixes xarxes socials es pot denunciar una pàgina, grup, perfil, o missatge de forma anònima. Aquestes xarxes proporcionen un correu o formulari de contacte per informar abusos.
- Facebook: Centre d'ajuda, support@facebook.com
- Tuenti: Servei d'ajuda Arxivat 2010-09-27 a Wayback Machine., privacidad@tuenti.com[21]
- Myspace: Ajuda Myspace, parentcare@myspace.com

### Serveis d'allotjament de vídeos
- Youtube: Ciberassetjament, Centre de seguretat de Youtube

## Estratègies per afrontar i defensar-se de l'assetjament
Segons Iñaki Piñuel, l'Escola de psicologia "Asertivo-sistémica" recomana unes estratègies per afrontar i defensar-se de la manipulació en la comunicació. Es basen a generar una estructura de resposta que afavoreixi l'afrontament intel·ligent i efectiu contra el perseguidor.
Totes les persones tenen els següents drets assertius: Dret de la víctima a ser el seu propi jutge; a no donar raons o excuses per justificar els seus comportaments; cometre errors; canviar de semblar; dir <no ho sé>; no dependre de la <bona voluntat dels altres>; prendre decisions alienes a la lògica comuna; dir <no ho entenc>; i dir <no m'importa>.

## Campanyes de conscienciació

### Espanya
Actualment hi ha diverses associacions sense ànim de lucre que combaten el ciberassetjament assessorant les víctimes, facilitant consells, fent campanyes de conscienciació ciutadana, i fins i tot realitzant denúncies a la Policia comunicades de forma anònima pels internautes.
Entre aquestes entitats hi ha l'Oficina de Seguretat de l'Internauta, l'ONG Protegeles, la iniciativa PantallasAmigas, la Fundació Alia2, INTECO, l'Associació d'Internautes, la iniciativa Actúa contra el Ciberacoso, l'Associació d'Usuaris d'Internet, l'Agencia Espanyola de Protecció de Dades, l'Associació de Mares i Pares Internautes i l'Agència de Qualitat d'Internet (IQUA). El CESICAT ha realitzat un portal Arxivat 2010-10-22 a Wayback Machine. sobre consells per a una navegació segura a Internet. També la Junta de Castella i Lleó ha creat un Pla de Prevenció del Ciberassetjament i Promoció de la Navegació Segura en Centre Escolars, i el Govern de Canàries ha creat un portal sobre el fenomen.